# Municipio de Cinnaminson
El municipio de Cinnaminson (en inglés: Cinnaminson Township) es un municipio ubicado en el condado de Burlington en el estado estadounidense de Nueva Jersey. En el año 2010 tenía una población de 15.569 habitantes y una densidad poblacional de 744,93 personas por km².

## Geografía
El municipio de Cinnaminson se encuentra ubicado en las coordenadas 40°0′0″N 75°0′0″O / 40.00000, -75.00000.

## Demografía
Según la Oficina del Censo en 2000 los ingresos medios por hogar en el municipio eran de $68,474 y los ingresos medios por familia eran $75,920. Los hombres tenían unos ingresos medios de $57,122 frente a los $41,286 para las mujeres. La renta per cápita para la localidad era de $29,863. Alrededor del 2.4% de la población estaba por debajo del umbral de pobreza.